# SISTER (back numberの曲)
「SISTER」（シスター）は、back numberの12枚目のシングル。

## 解説
- 11thシングル「ヒロイン」から約4ヶ月ぶりのリリース。
- 初回盤と通常盤の2形態での発売。
- 初回盤は、「SISTER」のMV、メイキング映像などを収録したDVD付。

## 収録曲
- 全作詞作曲：清水依与吏、編曲：back number（特記除く）
- 5thアルバム『シャンデリア』収録(#1,2)

1. SISTER（編曲：back number & 蔦谷好位置、ストリングスアレンジ：蔦谷好位置）
  - 大塚製薬「ポカリスエットイオンウォーター」CMソング
  - 曲名の由来はFANATIC◇CRISISから。
  - プロデューサーは蔦谷好位置。
2. 泡と羊
  - サンスター「トニックシャンプーキャンペーン」キャンペーンソング
  - この曲をもとに福田雄一監督がショートムービーを制作し、YouTubeで公開された。
3. 君はいらないだろうな
  - 清水のギター弾き語り曲。
4. SISTER (instrumental)
5. 泡と羊 (instrumental)
6. 君はいらないだろうな (instrumental)

## 初回盤特典DVD収録内容
1. 「SISTER」MV
2. 「SISTER」MVメイキング&ジャケット写真撮影&アーティスト写真撮影メイキング

## カバー

### SISTER
- Superfly - カバーアルバム『Amazing』（2025年6月18日発売、ユニバーサルシグマ）に収録。

## 短編映画
「ショートムービー 福田雄一監督×back number by SUNSTAR TONIC『出発×泡と羊』」は「back number×SUNSTAR TONICコラボキャンペーン」のためにback numberサイドが要望し福田に監督・脚本を依頼。福田のオリジナル舞台脚本「出発」を基に脚本を制作した。銚子電鉄の外川駅を舞台としている。2015年3月31日にYouTubeの「UNIVERSAL MUSIC JAPAN」チャンネルで公開。アルバム「シャンデリア」初回盤Bの付属DVDに収録にされている。
- 監督・脚本：福田雄一
- 出演：戸塚純貴（根本）、平埜生成（安田）、足立理（児玉） ※トリプル主演
- 主題歌：「泡と羊」